# Anna Kameníková
Anna Kameníková (rozená Linhartová, * 21. března 1994 Praha) je česká herečka, spisovatelka a dcera herečky a moderátorky Jitky Asterové. Za vedlejší roli ve filmu Nevinnost byla nominována na Českého lva i Ceny české filmové kritiky 2011. 

## Životopis
Vystudovala herectví na Pražské konzervatoři.  Do širšího povědomí se dostala v roce 2016 díky seriálu internetové televize Stream.cz s názvem Semestr odehrávajícího se na obrazovkách počítačů páru ve vztahu na dálku. Od března 2017 se začala věnovat vaření na svém druhém instagramovém profilu annalinhartovachef a 18. října 2017 vydala v nakladatelství Knižní klub svou první knihu, kuchařku nazvanou Řešíš/Hřešíš s koncepcí zdravých a ne tak zdravých receptů.
Za namluvení audioknihy Anny Cimy Probudím se na Šibuji obdržela v roce 2019 cenu Audiokniha roku v kategorii Nejlepší interpretka.
V červnu 2017 se vdala a přijala příjmení Kameníková po manželovi, kterému přezdívá „Stouny“. Manželství oznámila na svém Instagramu sdílením fotek ze svatby, na níž byli například i její kamarádi a herci Anna Fialová a Zdeněk Piškula. Má mladšího bratra Adama Linharta a sestru Martu Linhartovou.

## Filmografie

### Film
| Rok  | Název             | Role           |
| ---- | ----------------- | -------------- |
| 2011 | Nevinnost         | Olinka         |
| 2012 | Cesta do lesa     | Anyna Maráková |
| 2014 | Pohádkář          | Lenka          |
| 2015 | Last Knights      | Amy            |
| 2015 | Padesátka         | Saša           |
| 2017 | Mesteren          | Camille        |
| 2019 | Úhoři mají nabito | Mája           |
| 2022 | Grand Prix        | Iveta          |

### Televize
| Rok        | Název                          | Role                            | Poznámka                 |
| ---------- | ------------------------------ | ------------------------------- | ------------------------ |
| 2011       | Borgia                         | Colomba da Rieti                | 1 díl; „Miracle“         |
| 2011       | O mé rodině a jiných mrtvolách |                                 | 8 dílů                   |
| 2012       | Život je ples                  |                                 |                          |
| 2013       | Chvilková slabost              |                                 | TV film                  |
| 2015       | Kriminálka Anděl               |                                 | 1 díl; „Sprejeři“        |
| 2015       | Případy 1. oddělení            | Pošťačka                        | 1 díl; „Hodinka k dobru“ |
| 2015       | Labyrint                       | Andrea Remešová                 | 6 dílů                   |
| 2016       | Semestr                        | Amálie                          | 6 dílů                   |
| 2016       | Slíbená princezna              |                                 | TV film                  |
| 2017       | Četníci z Luhačovic            | Eliška Weiglová                 | 1 díl; „Udavač“          |
| 2017–dosud | Dáma a Král                    | Klára Horová                    |                          |
| 2020       | Božena                         | Božena Němcová (v mladším věku) | 4 díly                   |

## Ocenění
| Rok  | Film      | Cena                       | Kategorie        | Výsledek |
| ---- | --------- | -------------------------- | ---------------- | -------- |
| 2011 | Nevinnost | Český lev                  | Vedlejší herečka | nominace |
| 2011 | Nevinnost | Ceny české filmové kritiky | Vedlejší herečka | nominace |